# 고령 성풍세 효자비
성풍세 효자비(成豊世 孝子碑)는 경상북도 고령군 다산면 나정리에 있는 효자비이다. 1985년 8월 5일 경상북도의 문화재자료 제112호로 지정되었다.

## 개요
효자비란 효자를 표창한 후 이를 기리기 위해 세워두는 비로, 이 비는 조선시대 중기 사람인 성풍세의 효행을 기리고 있다.
성풍세는 조선시대에 영의정을 지낸 성석린의 후손으로, 임진왜란 때 성주 노곡지방으로 피난 와서 어려운 살림에도 불구하고 노모를 극진하게 모시었다. 이러한 그의 효행은 많은 이에게 감명을 주게되어 이 고을 사람들이 그를 위해 비를 세웠다.
비각 안에 모셔둔 비는 거북받침돌 위로 비몸을 세우고 머릿돌을 올린 모습인데, 거북받침의 조각이 거의 형식에 흐르고 있다. 영조 40년(1764) 성만미가 효행지를 쓰고, 4년 후인 1768년에 비를 세워두었다. 정조 7년(1783)에는 통정대부를 지내던 신태주가 효행에 관해 간략히 적은 ‘효행장후발문(孝行狀後跋文)’을 지어 훗날 사람들에게 그의 효행을 전하고자 하였다.

## 현지 안내문
이 비는 영조 44년(1768)에 이름난 효자였던 성풍세(1572~1649)의 효행을 기리기 위하여 건립된 효자비이다. 거북 모양의 받침대 위에 높이 0.86m의 비신(碑身)을 세우고, 반원형의 연꽃 문양을 조각한 비 머리를 얹어 놓았다.
임진왜란 때 성주 노곡에 피난 갔던 성풍세는 난세로 생활이 어려웠음에도 낮에는 의병에 가담하고 밤에는 노모를 극진하게 봉양함으로써 다른 사람들에게 큰 감동을 주었다. 이에 조정에서는 효자를 표창하는 정문을 내려 충효의 근본으로 삼고자 하였다.
마을 사람들도 성풍세의 효행을 기리기 위해 1764년 성만징이 효행에 대한 기록을 쓰고, 1768년에 비 앞면에 '효자성공휘풍세지비'를 새겼다. 비각 내에는 숙종 38년(1712) 조정에서 내린 '효자성풍세지려'의 정문이 세워져 있다.

## 참고 자료
- 성풍세효자비 - 국가유산청 국가유산포털